# Gellhorn (Adelsgeschlecht)

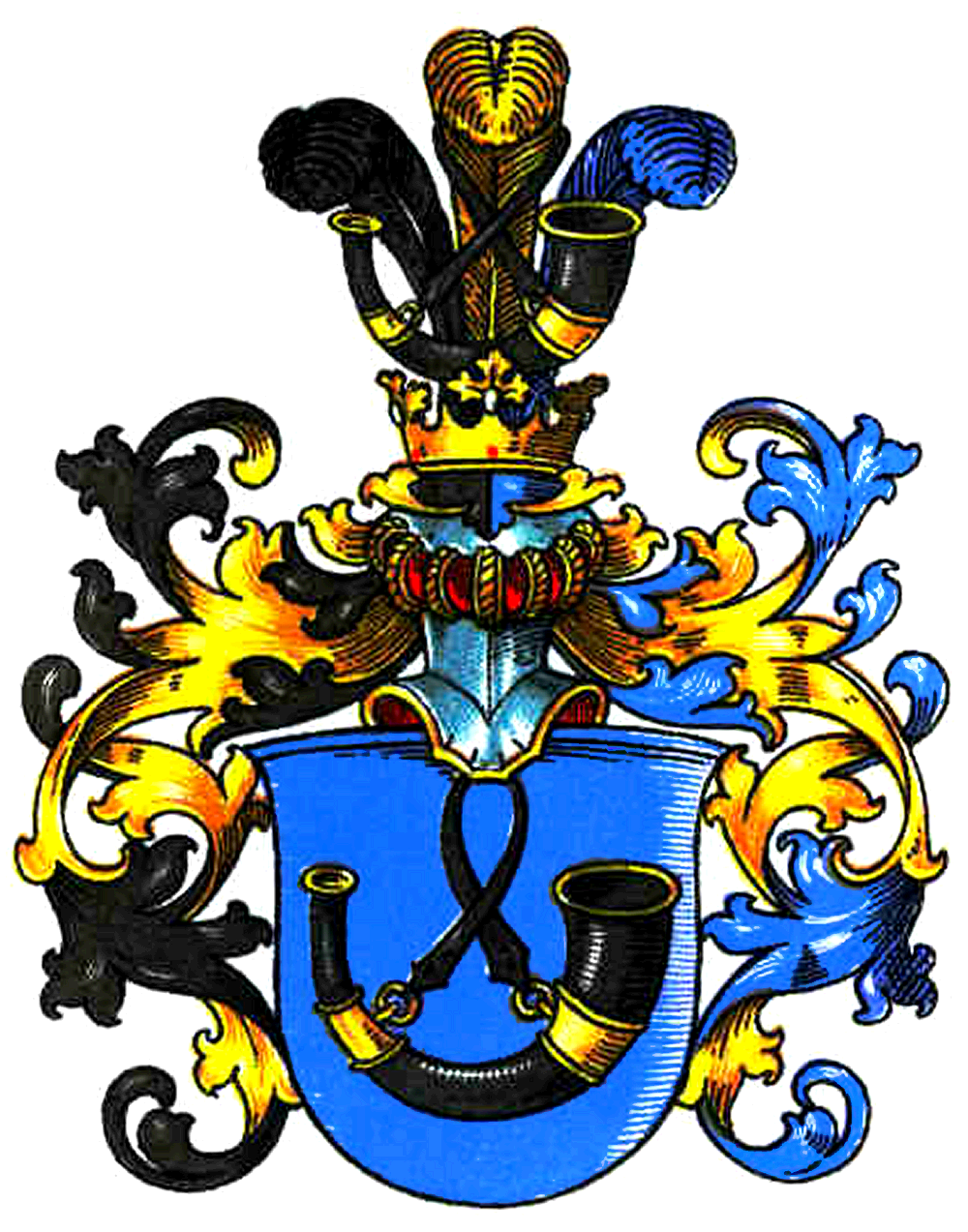
Stammwappen derer von Gellhorn

Gellhorn ist der Name eines weitverzweigten schlesischen Uradelsgeschlechtes. Ein Zweig erhielt 1656 den böhmischen Freiherren- und Grafenstand. Die Familie ist zu unterscheiden von dem schlesischen Adelsgeschlecht Gelbhorn.

## Geschichte
Möglicherweise ist das Geschlecht sächsischen oder thüringischen Ursprungs und soll 1241 in das Herzogtum Schlesien gezogen sein. Wie bereits der schlesische Historiker Johann Sinapius berichtete, leitet sich der Legende nach der Name Gellhorn vom „Schallen“ und „Gellen“ eines Jagdhorns ab, worauf auch das Wappen Bezug nimmt. Älterer Literatur zufolge soll Atze ein Beiname der Gellhorn gewesen sein. 1348 stifteten Pätzold von Betschow (auch Betsch bzw. Beczaw) auf Ruppersdorf bei Jauer mit den Brüdern Christian und Heinrich, genannt „Atze“, auf Stoschendorf bei Reichenbach die Kirche zu Leutmannsdorf.
Das Geschlecht erscheint erstmals mit Nickel Gelhorn († 1341), mit dem auch die gesicherte Stammreihe beginnt. George von Gellhorn war 1449 Herr auf Stoschendorf. Nicol von Gellhorn, genannt „Königshayn“, lebte 1457 am Hofe der Liegnitzer Herzogin Hedwig († 1471), der Ehefrau des Herzogs Johann I. von Liegnitz und Lüben. 1470 war George von Gellhorn Landeshauptmann von Ohlau und Nimptsch. Im 16. und 17. Jahrhundert erwarb die Familie mehrere Güter. Die bekanntesten Familienzweige waren die Häuser Rogau im Fürstentum Schweidnitz und Schwentnig im Weichbild Nimptsch des Fürstentums Brieg. Ende des 16. Jahrhunderts war Leonhard von Gellhorn Besitzer von Schwentnig und Prschiedrowitz, darauf folgte sein Sohn gleichen Namens. Nach einem Brudermord in der Familie wurden die Güter Schwentnig und Prschiedrowitz von den Brieger Herzögen eingezogen.
Dem Rogauer Zweig entstammte Friedrich von Gellhorn († 1636), Herr auf Rogau, Weigelsdorf, Peterswaldau, Merzdorf, Peiskersdorf und der Burg zu Schweidnitz, königlicher Kammerrat zu Schlesien, Ober-Rechtsbeisitzer und Landesältester von Schweidnitz und Jauer. Seiner ersten Ehe mit Maria von Reibnitz entstammte Ernst von Gellhorn († 1679), Herr auf Peterswaldau, k. k. Kämmerer, dem 1656 Kaiser Ferdinand III. den böhmischen Freiherren- und Grafenstand verlieh. Letzterer vermählte sich mit Augusta Sybilla Prinzessin zu Schleswig-Holstein-Sonderburg (* 1649; † 1672) (Mutter: Dorothea Marie Heshus). Aus der Ehe stammte der Sohn Ernst Julius Graf von Gellhorn, Freiherr von Peterswaldau, Herr der Herrschaft Blansko, k. k. Kämmerer und königlicher Amtsrat in Schlesien. Dessen Schwester Augusta war die Witwe des 1699 verstorbenen königlichen Oberamtskanzlers Graf von Schlegenberg.
Der gräfliche Zweig ist bereits im 18. Jahrhundert in Böhmen erloschen. Ein Mitglied des Költschener Zweiges war der Hofjunker Hans von Gellhorn-Költschen († 1651) der 1632 den Weiler Rosgaard im Herzogtum Schleswig in Besitz hatte. Dieser stiftete 1643 der Michaeliskirche in Rüllschau eine Empore. Er wurde in der Munkbraruper Kirche begraben. Der Adelssitz wurde in der Folgezeit vom dänischen König weiter verpachtet.

## Wappen
- Stammwappen: In Blau ein schwarzes Jagdhorn mit goldenen Beschlägen und Band. Auf dem Helm mit rechts schwarz-goldenen, links blau-goldenen Helmdecken das Jagdhorn vor drei (schwarz-gold-blau) Straußenfedern.
- Gräfliches Wappen (1651): Schild geviert, vor dem Spalt steht eine gekrönte Säule, an der das Stammwappen als Herzschild hängt. 1 und 4: in Blau ein felsiges Gebirge mit einem vorbeifließenden Strom 2 und 3: In Gold ein schwarzes Kreuz. Drei Helme.

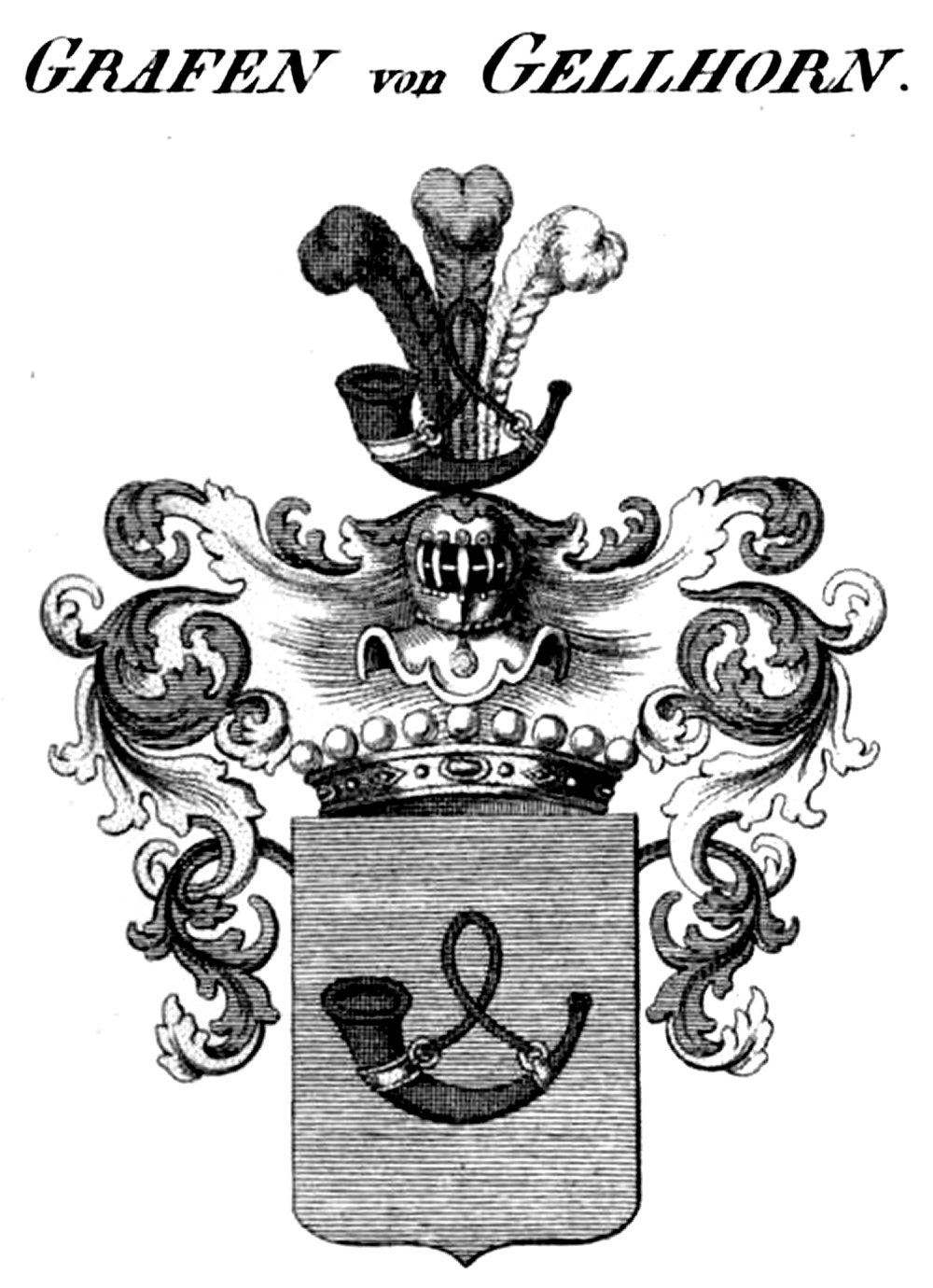
Gräfliches Wappen nach Tyroff
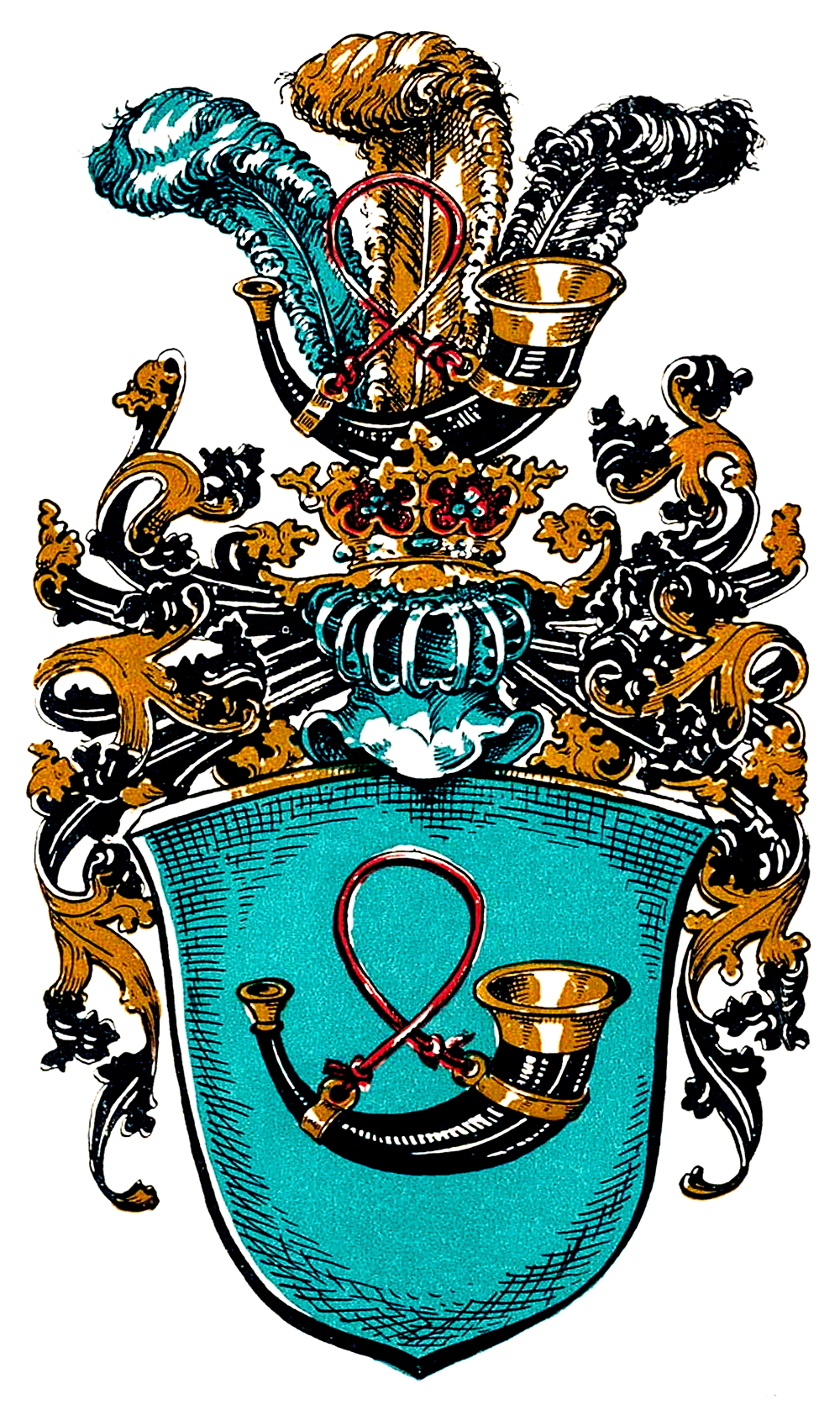
Wappen derer von Gellhorn (Rudolf Stein)
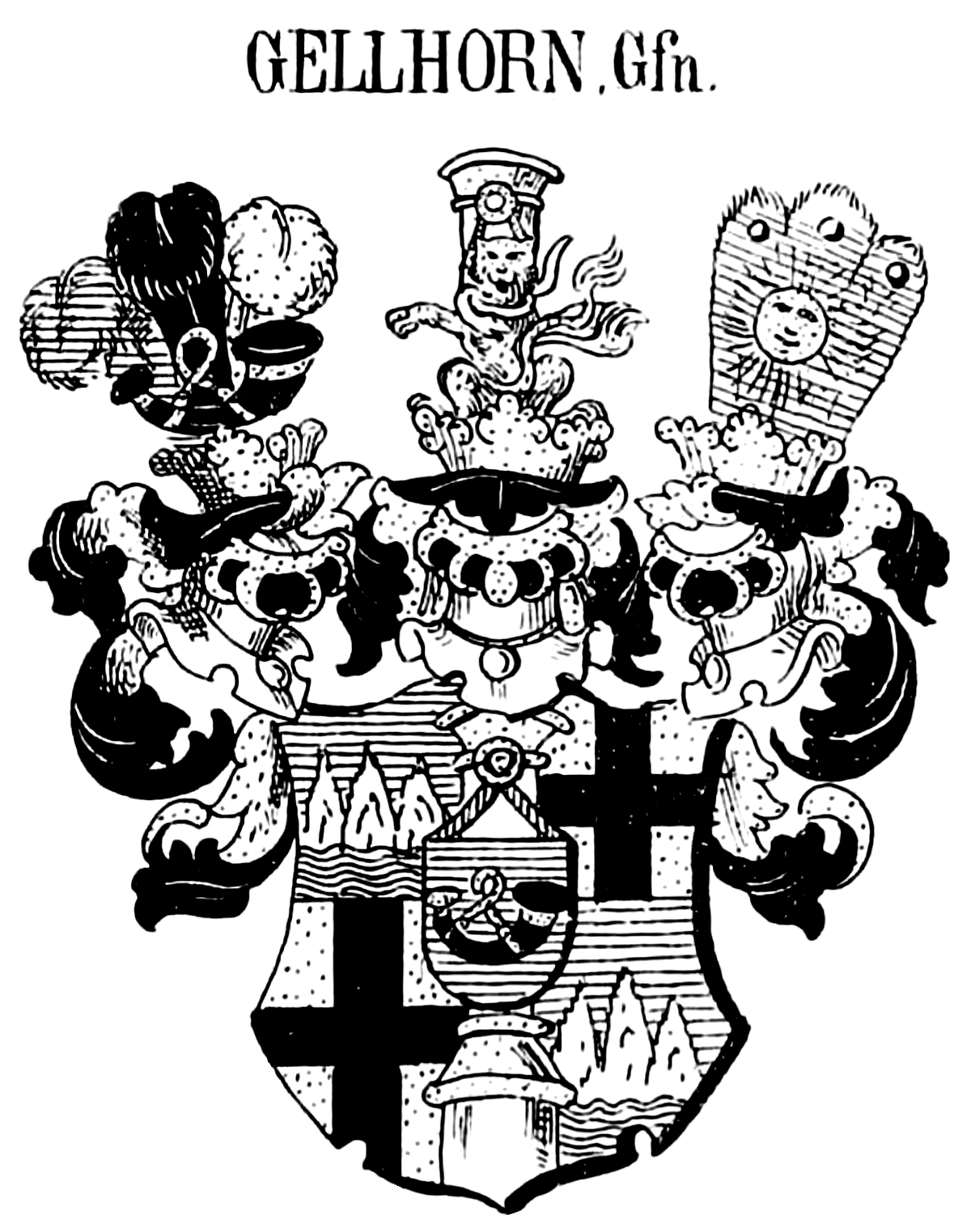
Gräfliches Wappen 1651 in Siebmachers Wappenbuch

## Besitzungen (Auswahl)
- Stoschendorf (1449–?)
- Alt-Grottkau (16. und 17. Jahrhundert)
- Bankwitz (16. Jahrhundert–?)
- Kunzendorf (1548–1833)
- Rogau-Rosenau (1555–1852)
- Wölfelsdorf in der Grafschaft Glatz (1568–?)[9]
- Grunau (1594–1619)
- Kammerau (1594–1618)
- Ober-Bögendorf (1595–?)
- Schwentnig (Ende des 16. Jahrhunderts)
- Petersdorf (17. Jahrhundert)
- Ober-Gräditz (1607–1614)
- Peterswaldau (1617–?)
- Schlause im Herzogtum Münsterberg (1622–?)
- Strachau bei Nimptsch (1478–?, 1602–?)
- Kittelau (?–1662)
- Steinkunzendorf (1654–?)
- Blansko (1694–1766)
- Olbendorf (1752–1778)[10]
- Mittel-Arnsdorf (18. Jahrhundert)
- Neudorf/Eule (18. Jahrhundert)
- Jakobsdorf (18. Jahrhundert)
- Schöbekirch (1830er Jahre)[11]

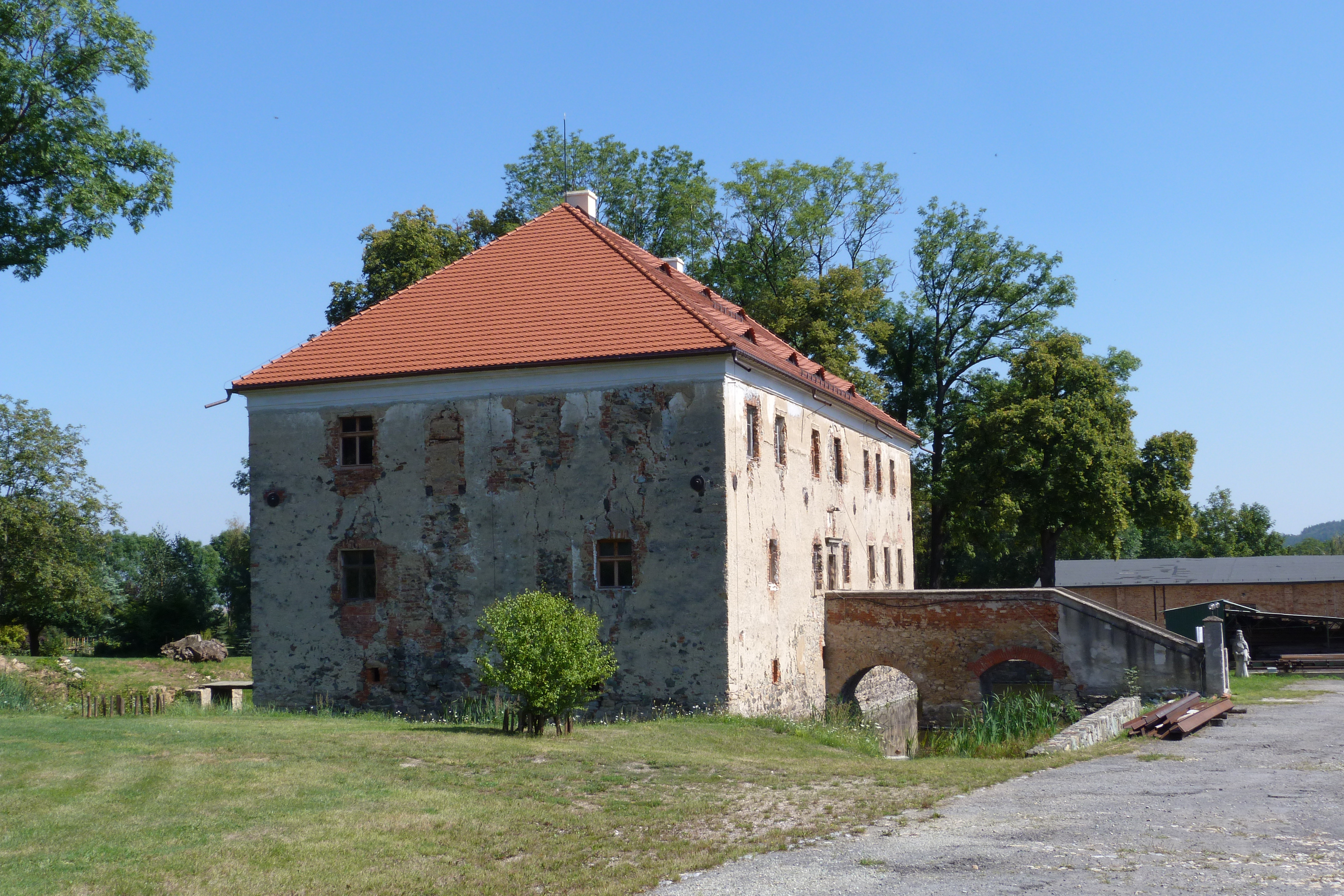
Schloss Bankwitz
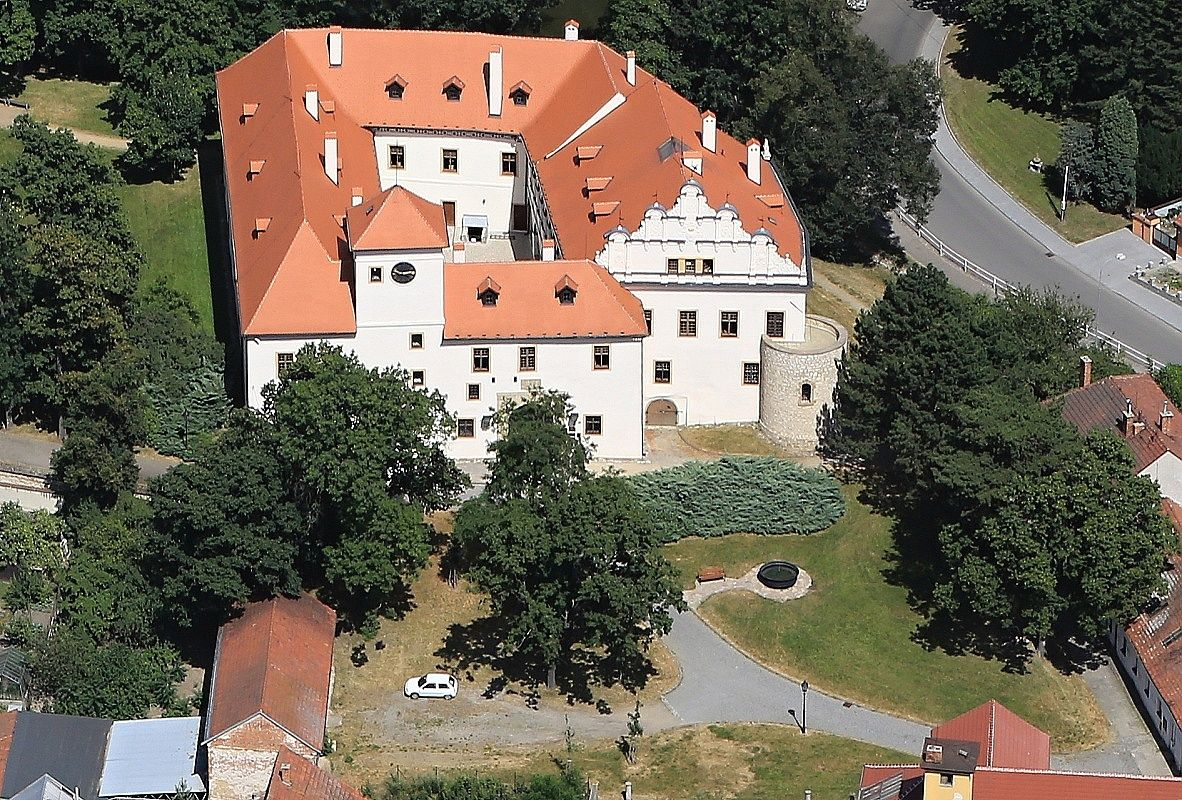
Schloss Blansko
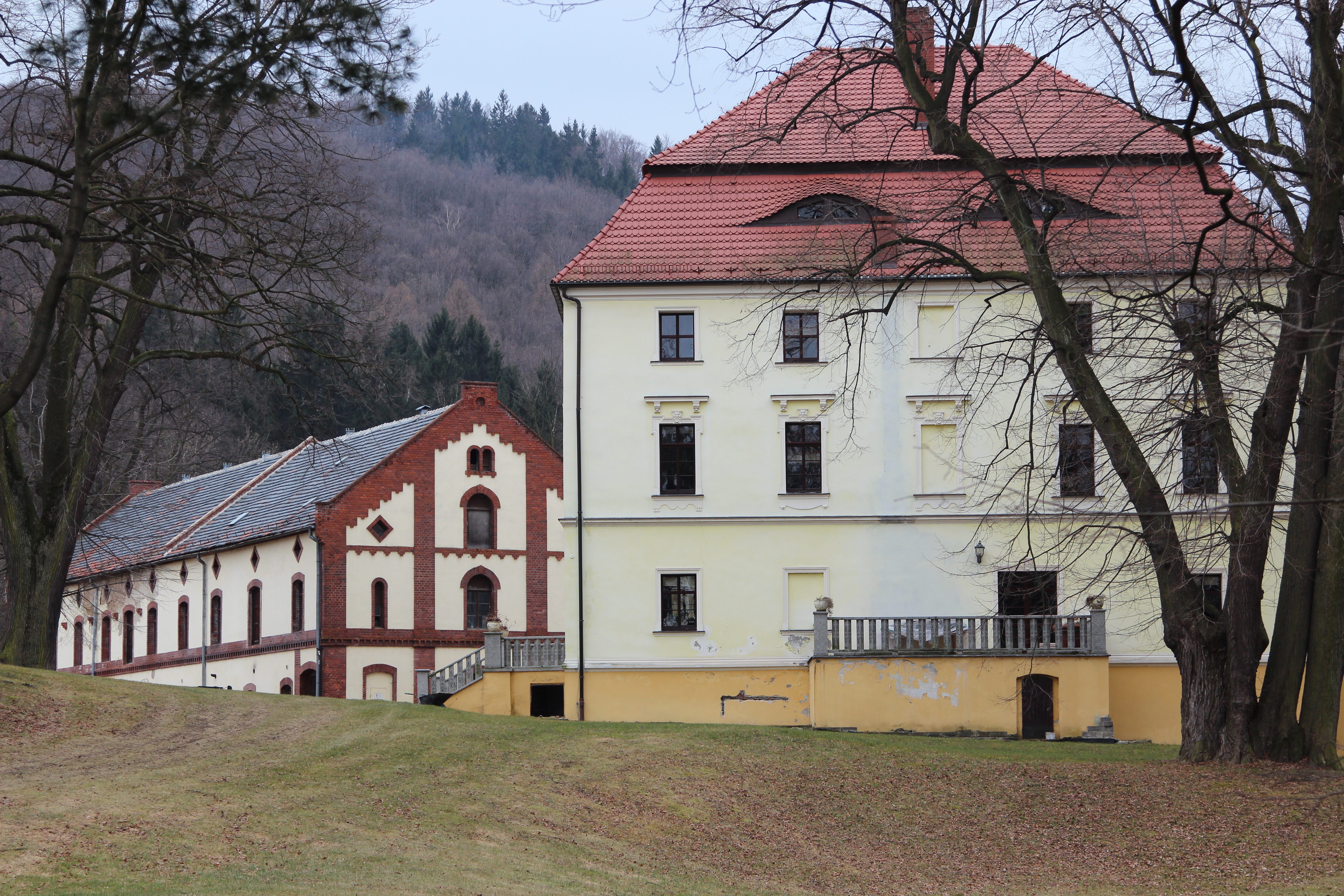
Schloss Ober Bögendorf
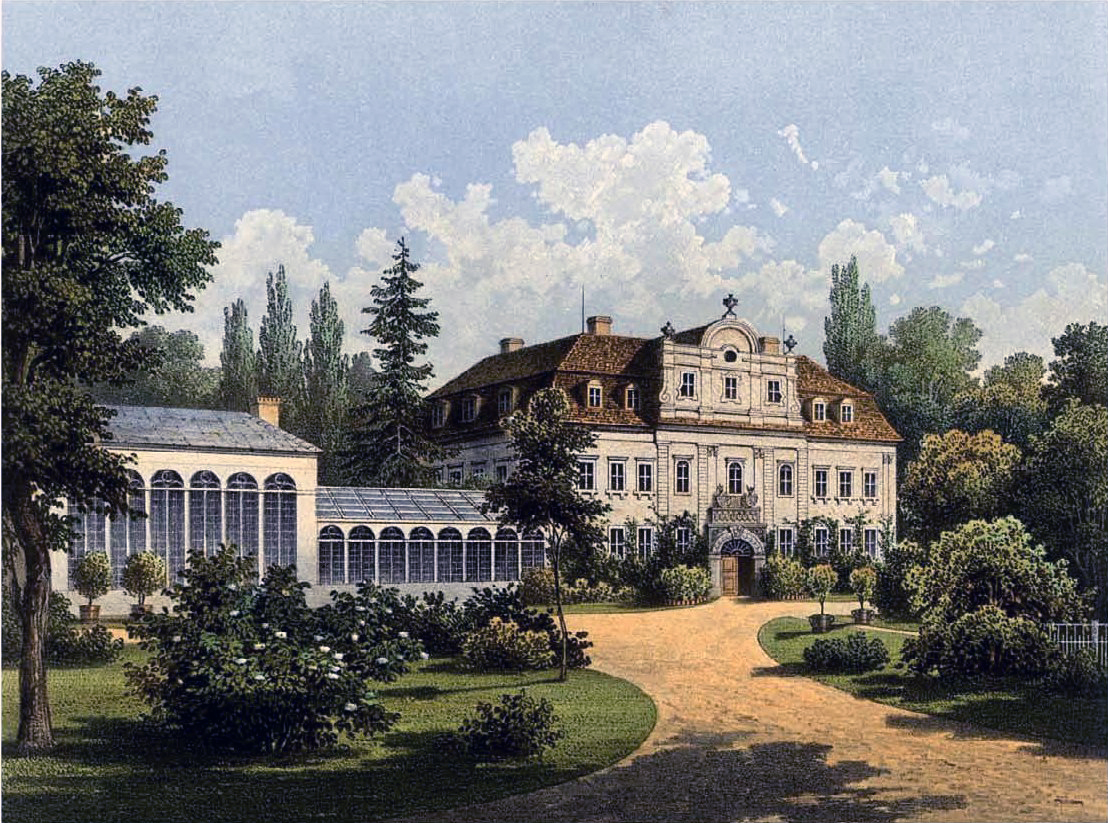
Schloss Kittelau
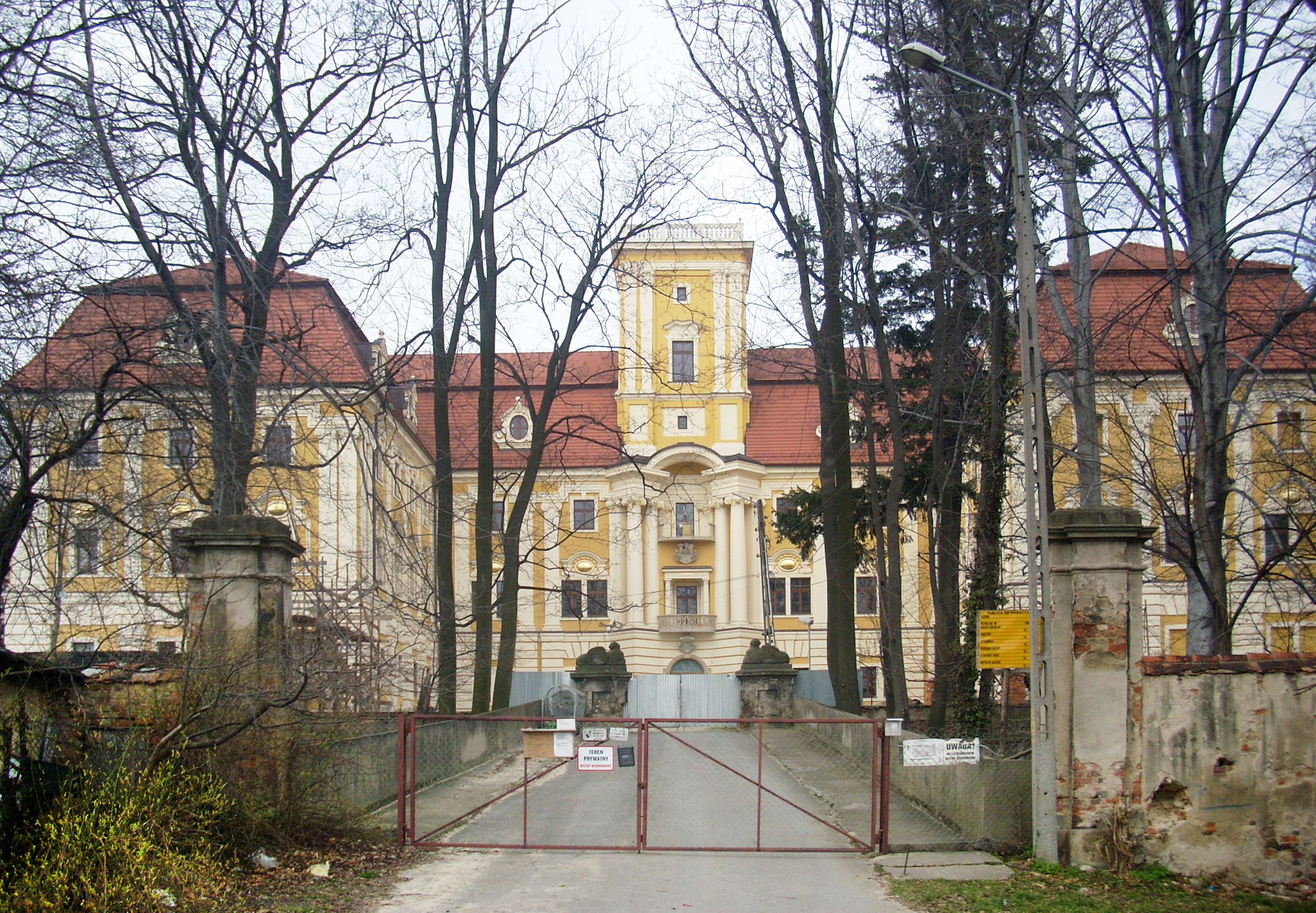
Schloss Peterswaldau
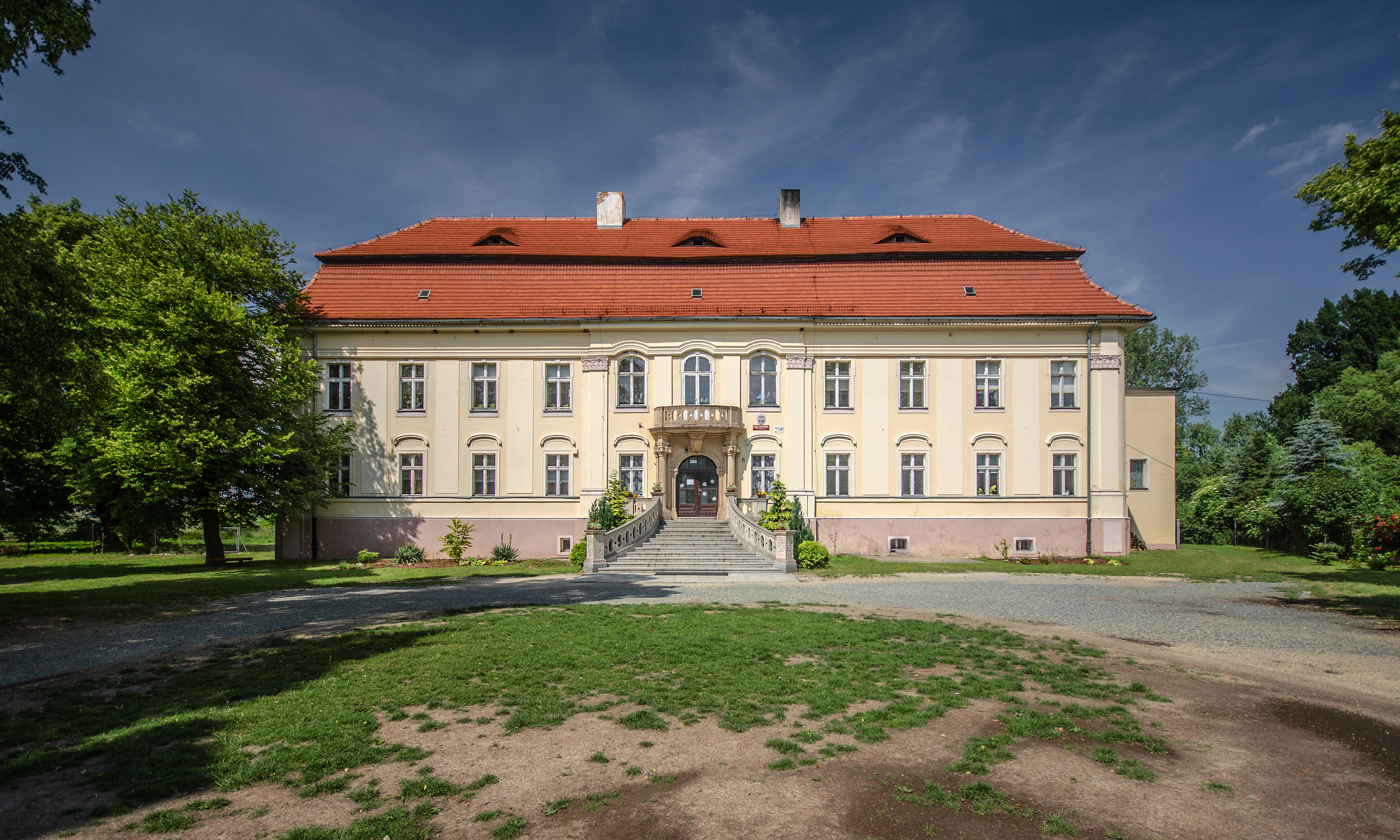
Schloss Schwentnig
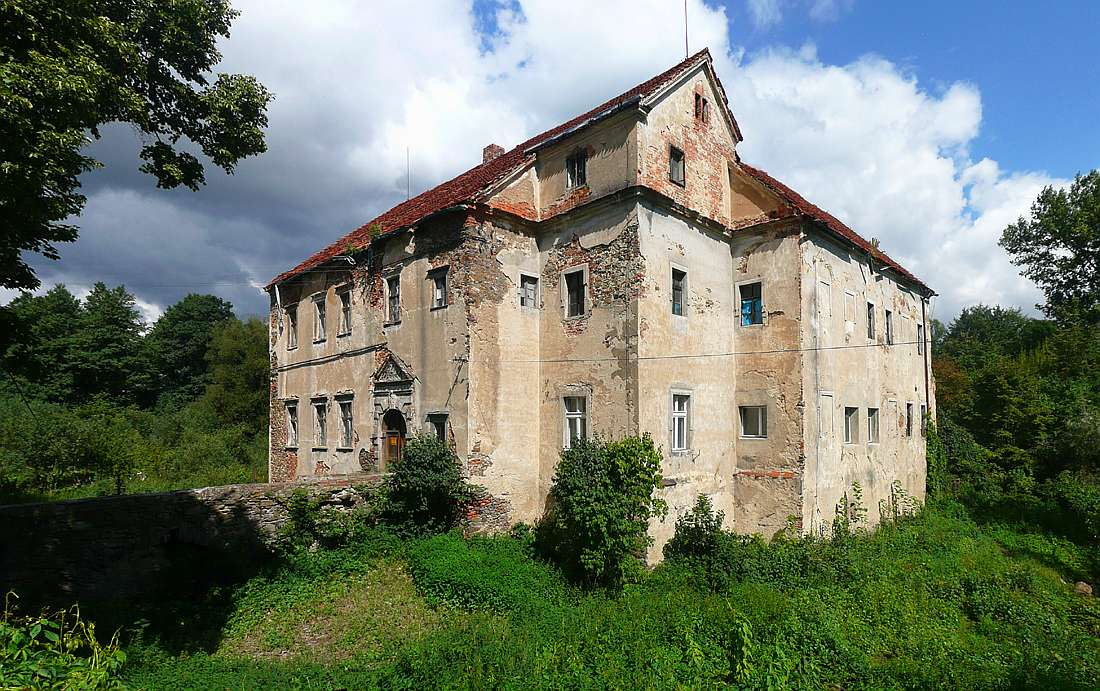
Schloss Stoschendorf
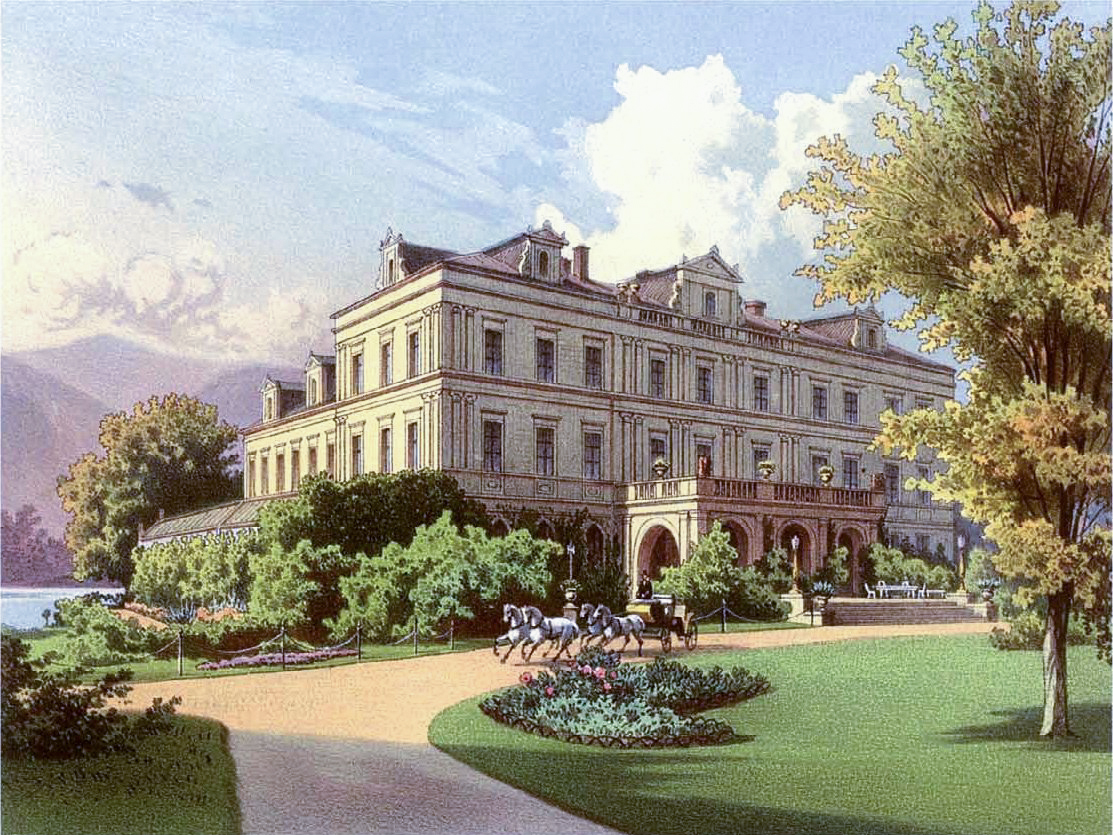
Schloss Weigelsdorf

## Genealogie (Auswahl)

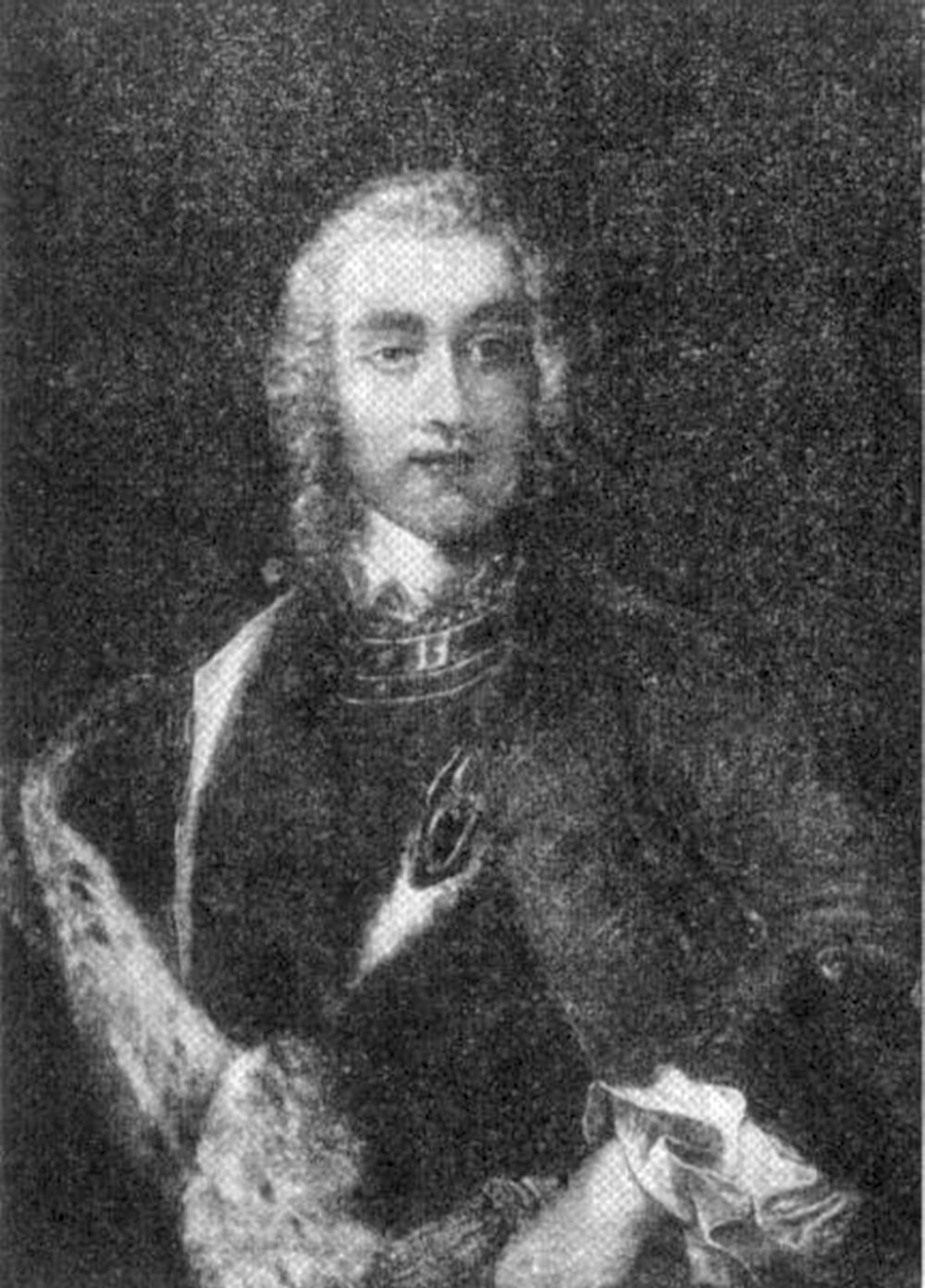
Ernst Julius Leopold Graf von Gellhorn 1667–1702

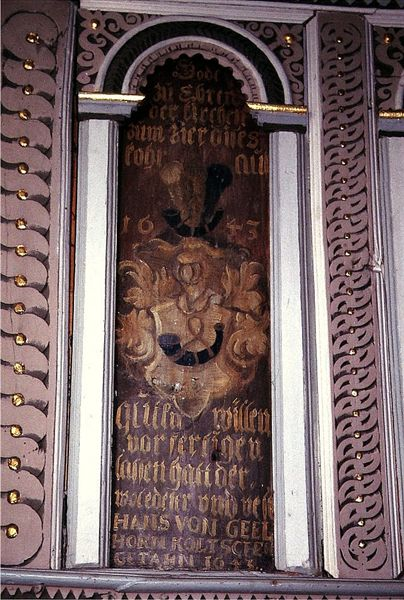
Gedenktafel für den Hofjunker Hans von Gellhorn-Költschen in der Michaeliskirche in Rüllschau

- George von Gellhorn; ⚭ Hedwig von Betsch aus dem Hause Leutmannsdorf
  - George von Gellhorn; ⚭ Catharina von Reichenbach und Rogau
    - Ernst von Gellhorn; ⚭ 1575 Catherine Elisabeth von Schindel zu Sasterhausen, Herzogin von Bernstadt (siehe Bierutów und Herzogtum Bernstadt) (1559 - 16/5 1601) (⚭ 1578 George II von Dyhrn und Schönau; ⚭ 1596 Caspar von Köckritz und Friedland).
    - Friedrich von Gellhorn, auf Rogau, Alt-Grottkau, Weigelsdorf und Gorau († 1603); ⚭ Hedwig von der Heyde aus dem Hause Seifersdorf
      - Friedrich von Gellhorn und Alt-Grottkau, auf Rogau, Weigelsdorf, Peterswaldau, Märzdorf, Peiskersdorf und der Burg Schweidnitz (* 1582; † 1636); I. ⚭ Maria von Reibnitz; II. 25 April 1629 in Kolbnitz ⚭ Barbara von Schweinichen
        - Ernst Reichsgraf von Gellhorn, Freiherr von Peterswaldau (* 1617; † 1679); ⚭ Augusta Sybilla (Sibylle) Prinzessin zu Schleswig-Holstein-Sonderburg (* 1649; † 1672)
          - Augusta Louisa Reichsgräfin von Gellhorn, auf Rogenau und Rosau (* 1666; † 1720); ⚭ Franz Bautschner Graf von Schlegenberg, auf Alt-Batzdorf und Reichenforst († 1699)
          - Ernst Julius Leopold Reichsgraf von Gellhorn, Freiherr von Peterswaldau, Herr der Herrschaft Blansko (* 1667; † 1702)
            - Ernst Leopold Ferdinand Graf von Gellhorn (* 1667; † 1702); ⚭ NN
              - Ernst Julius Graf von Gellhorn († 1754); ⚭ NN
                - Karl Joseph Graf von Gellhorn († 1789); ⚭ NN
                  - Maria Theresia Gräfin von Gellhorn († 1812); ⚭ NN de la Motte

              - Franz Anton Graf von Gellhorn (* 1692; † 1742); ⚭ NN

        - George von Gellhorn auf Petersdorf; ⚭ Margaretha von Zetlitz auf Petrikau
          - Christoph von Gellhorn auf Petersdorf (* 1603; † 1664); ⚭ NN von Sebottendorf
            - Joachim Friedrich von Gellhorn auf Petersdorf (* 1638; † 1695); ⚭ Anna Susanna von Puster und Groß-Racke
              - Christoph Friedrich von Gellhorn und Guhle
              - Silvius Friedrich von Gellhorn auf Klinckenhaus

            - George Wenzel von Gellhorn zu Kletschkau (* 1640; † 1702); ⚭ NN von Mühlheim

          - Joachim von Gellhorn auf Petersdorf († 1664); ⚭ Barbara von Sack
            - George Sigismund von Gellhorn auf Bechsan († 1695); ⚭ Margaretha von Stosch
              - George Friedrich von Gellhorn auf Neudorf und Heinrichau (* 1687; † 1731); ⚭ Barbara Eleonora Freiin von Nostitz

          - George von Gellhorn auf Petersdorf und Kittelau (* 1604; † 1625); ⚭ Sibylla von Sebottendorf aus dem Hause Kunern (* 1607; † 1652)

        - Ursula von Gellhorn; ⚭ Christian von Peterswald auf Nieder-Peilau
        - Barbara von Gellhorn (* 1635; † 1692); ⚭ Adam Boguslaus von Sandretzky und Sandraschütz (* 1630; † 1695)[12]

## Sonstige Angehörige
- August von Gellhorn, königlich preußischer Landrat des Frankensteinischen Kreises, Herr auf Kobelau
- August Rudolph von Gellhorn, Herr auf Peterwitz im Kreis Strehlen
- Benno von Gellhorn, königlich preußischer geheimer Finanzrat, Herr auf Tschinschwitz im Kreis Striegau
- Eduard von Gellhorn, königlich preußischer Landrat des Schweidnitzer Kreises, Herr auf Jakobsdorf und Grunau
- Friedrich Wilhelm von Gellhorn, Herr auf Wehowitz im Kreis Leobschütz und Anteil Klein-Hoschütz im Kreis Ratibor
- Hans Ernst Carl von Gellhorn, Herr auf Nieder-Kunzendorf im Kreis Schweidnitz
- Ubaldo von Gellhorn, königlich preußischer Landrat des Schweidnitzer Kreises, Premier-Leutnant a. D., Herr auf Mittel-Arnsdorf, Grunau und Jakobsdorf im Kreis Schweidnitz